# Comuna Lîpovenke, Holovanivsk
Lîpovenke (în ucraineană Липовеньке) este o comună în raionul Holovanivsk, regiunea Kirovohrad, Ucraina, formată din satele Hruzeanka, Lîpneahî și Lîpovenke (reședința).

## Demografie
Componența lingvistică a comunei Lîpovenke
     Ucraineană (96,56%)
     Rusă (2,41%)
     Alte limbi (0,57%)
Conform recensământului din 2001, majoritatea populației comunei Lîpovenke era vorbitoare de ucraineană (96,56%), existând în minoritate și vorbitori de rusă (2,41%).